# 와이엇 (가수)
와이엇(본명: 심재영, 1995년 1월 23일 ~ )은 대한민국의 가수이자 WM 엔터테인먼트 소속이며 대한민국 보이 그룹 온앤오프의 메인래퍼, 리드댄서를 맡고 있다.